# Krýa Vrýsi (Pella)
Krýa Vrýsi, en grec moderne : Κρύα Βρύση, est un ancien dème et une petite ville de Macédoine-Centrale, en Grèce. En 2010, le dème est fusionné dans celui de Pella. L'activité principale est l'agriculture, avec pour principaux produits le tabac, le raisin, les pêches, le maïs et les asperges.
Selon le recensement de 2011, la population du dème compte 5 214 habitants.